# Мала Койнова
Мала Койно́ва (рос. Малая Койнова) — присілок у складі Байкаловського району Свердловської області. Входить до складу Краснополянського сільського поселення.
Населення — 98 осіб (2010, 137 у 2002).
Національний склад населення станом на 2002 рік: росіяни — 96 %.